# هانس هوف (سياسي)
هانس هوف هو سياسي سويدي، ولد في 9 أبريل 1963 في Slöinge ‏ في السويد. نشط حزبياً في حزب العمال الديمقراطي الاشتراكي السويدي.

## مناصب
- انتخب Member of the Committee on Cultural Affairs ‏ (2 أكتوبر 2018 – ).
- انتخب عضو لجنة الصحة والرعاية ‏ (7 أكتوبر 2014 – 24 سبتمبر 2018).
- انتخب Member of the Committee on the Constitution ‏ (12 أكتوبر 2010 – 29 سبتمبر 2014).
- انتخب member of the Committee on Finance ‏ (10 أكتوبر 2006 – 4 أكتوبر 2010).
- انتخب member of the Committee on Finance ‏ (8 أكتوبر 2002 – 2 أكتوبر 2006).
- في الانتخابات العامة السويدية 2018، انتخب عضو البرلمان السويدي [الإنجليزية]‏ عن دائرة Halland County (Riksdag constituency) [الإنجليزية]‏ وقد انضم خلال فترته النيابية ‏ (24 سبتمبر 2018 – ) للكتلة البرلمانية حزب العمال الديمقراطي الاشتراكي السويدي.
- في الانتخابات العامة السويدية 2014، انتخب عضو البرلمان السويدي [الإنجليزية]‏ عن دائرة Halland County (Riksdag constituency) [الإنجليزية]‏ وقد انضم خلال فترته النيابية (29 سبتمبر 2014 – 24 سبتمبر 2018) للكتلة البرلمانية حزب العمال الديمقراطي الاشتراكي السويدي.
- في الانتخابات العامة السويدية 2010 [الإنجليزية]‏، انتخب عضو البرلمان السويدي [الإنجليزية]‏ عن دائرة Halland County (Riksdag constituency) [الإنجليزية]‏ وقد انضم خلال فترته النيابية (4 أكتوبر 2010 – 29 سبتمبر 2014) للكتلة البرلمانية حزب العمال الديمقراطي الاشتراكي السويدي.
- في الانتخابات العامة السويدية 2006 [الإنجليزية]‏، انتخب عضو البرلمان السويدي [الإنجليزية]‏ عن دائرة Halland County (Riksdag constituency) [الإنجليزية]‏ وقد انضم خلال فترته النيابية (2 أكتوبر 2006 – 4 أكتوبر 2010) للكتلة البرلمانية حزب العمال الديمقراطي الاشتراكي السويدي.
- في الانتخابات العامة السويدية 2002 [الإنجليزية]‏، انتخب عضو البرلمان السويدي [الإنجليزية]‏ عن دائرة Halland County (Riksdag constituency) [الإنجليزية]‏ وقد انضم خلال فترته النيابية (30 سبتمبر 2002 – 2 أكتوبر 2006) للكتلة البرلمانية حزب العمال الديمقراطي الاشتراكي السويدي.
- انتخب عضو البرلمان السويدي [الإنجليزية]‏ عن دائرة Halland County (Riksdag constituency) [الإنجليزية]‏ وقد انضم خلال فترته النيابية (15 أكتوبر 1999 – 30 سبتمبر 2002) للكتلة البرلمانية حزب العمال الديمقراطي الاشتراكي السويدي.
- انتخب عضو البرلمان السويدي [الإنجليزية]‏ عن دائرة Halland County (Riksdag constituency) [الإنجليزية]‏ وقد انضم خلال فترته النيابية (16 نوفمبر 1995 – 5 أكتوبر 1998) للكتلة البرلمانية حزب العمال الديمقراطي الاشتراكي السويدي.